# Veertig martelaren van Engeland en Wales
De Veertig martelaren van Engeland en Wales is een groep van martelaren die op 25 oktober 1970 zijn heilig verklaard door paus Paulus VI en die de rooms-katholieken vertegenwoordigen, die in Engeland and Wales tussen 1535 en 1679 als martelaren voor hun rooms-katholieke geloof zijn gevallen. 
| - John Almond - Edmund Arrowsmith - Ambrose Barlow - John Boste - Alexander Bryant - Edmund Campion - Margaret Clitherow - Philip Evans - Thomas Garnet - Edmund Gennings - Richard Gwyn - John Houghton - Philip Howard - John Jones | - John Kemble - Luke Kirby - Robert Lawrence - David Lewis - Anne Line - John Lloyd - Cuthbert Mayne - Henry Morse - Nicholas Owen - John Payne - Polydore Plasden - John Plessington - Richard Reynolds - John Rigby | - John Roberts - Alban Roe - Ralph Sherwin - John Southworth - Robert Southwell - John Stone - John Wall - Henry Walpole - Margaret Ward - Augustine Webster - Swithun Wells - Eustace White |